# Asotana splendida
Asotana splendida är en kräftdjursart som först beskrevs av Leigh-Sharpe 1937.  Asotana splendida ingår i släktet Asotana och familjen Cymothoidae. Inga underarter finns listade i Catalogue of Life.